# الهشم (وادي العين)

تعديل مصدري - تعديل

الهشم هي إحدى قرى عزلة وادي العين بمديرية حورة التابعة لمحافظة حضرموت، بلغ تعداد سكانها 669 نسمة حسب تعداد اليمن لعام 2004.